# Lilium souliei

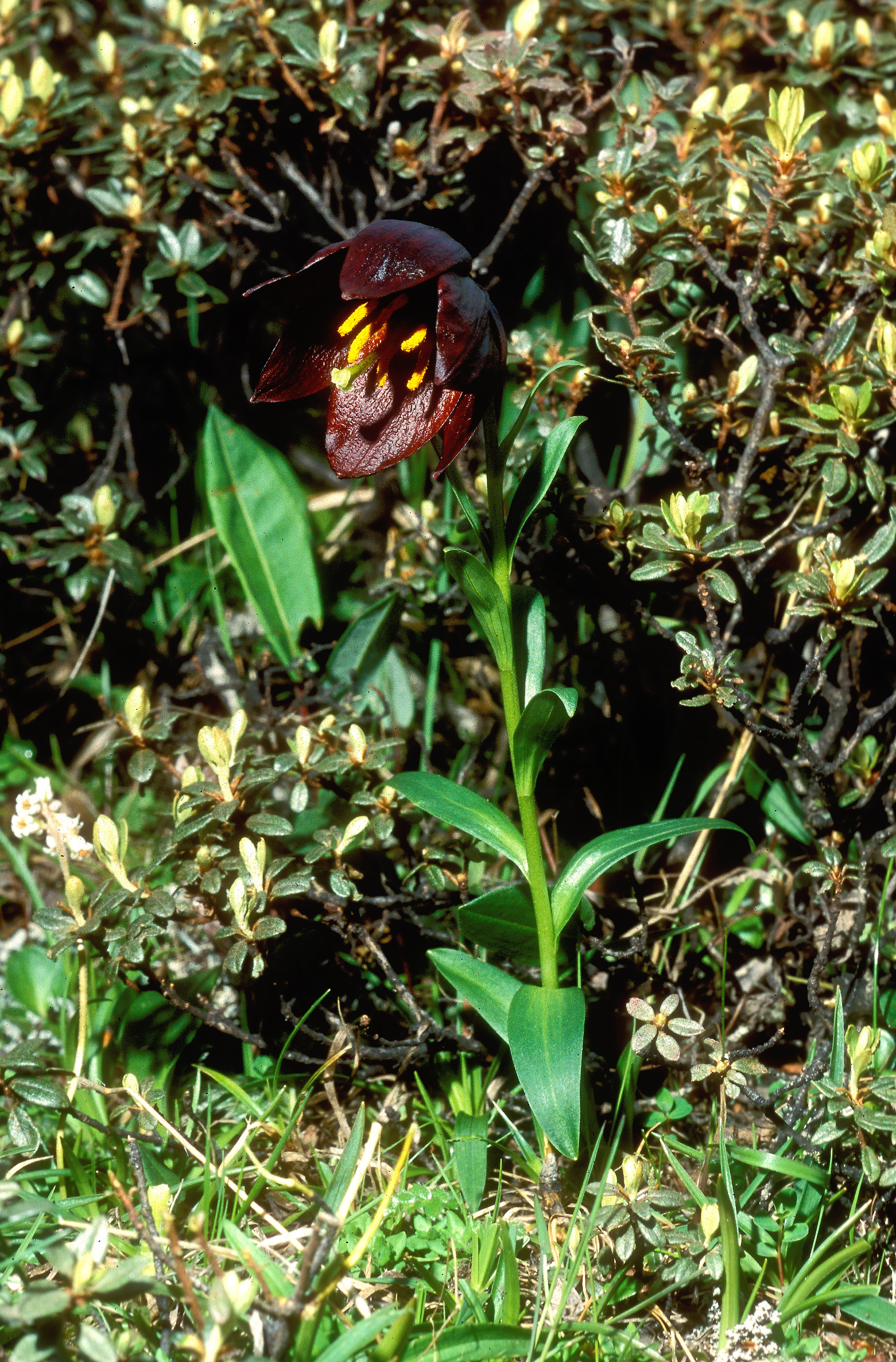
Lilium souliei em seu habitat.

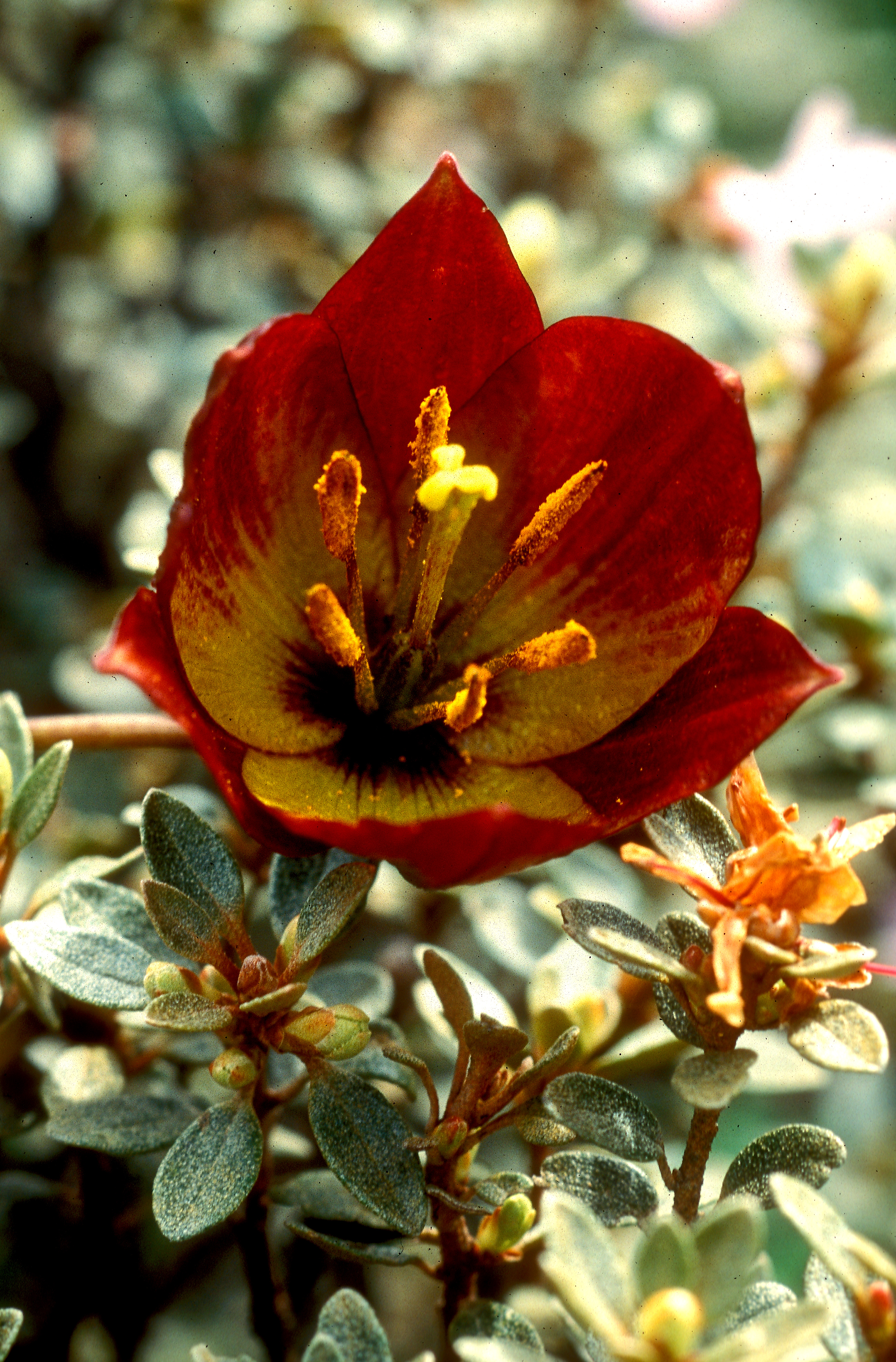
Lilium souliei.

Lilium souliei (em chinês: 紫花百合 |zi hua bai he) é uma espécie de planta com flor, pertencente à família Liliaceae.
O lírio é nativo das províncias de Yunnan e Sichuan na República da China, com ocorrências no Tibete. A planta é encontrada na beira de bosques e encostas relvadas, a uma altitude entre 1200-3900 metros.